# Provinciale Staten (historisch)
De Provinciale Staten of Staten-provinciaal waren in de Lage Landen een vergadering van afgevaardigden van de standen uit een gewest (provincie).
Ze ontstonden aanvankelijk als een college voor advies aan en overleg met de vorst.
Staten of Provinciale Staten bleef de benaming voor het dagelijks bestuur in een gewest in de periode 1581-1795 tijdens de Tachtigjarige Oorlog.
Vanaf 1588 traden zij in de noordelijke verenigde gewesten zelfstandig op.